# Polícoro

El teseracto es el polícoro mejor conocido: posee ocho celdas cúbicas, tres alrededor de cada borde. Está representado como diagrama de Schlegel, en una proyección de un espacio tridimensional, distorsionando su regularidad pero manteniendo su continuidad topológica.

En geometría, un polícoro (del griego poli, "muchos" y coros, "espacio") es un politopo de cuatro dimensiones. También se denomina polícoron, 4-politopo o poliedroide. 
El análogo bidimensional de un polícoro es un polígono, y el tridimiensional un poliedro.
El uso del término polícoro no es estándar. El uso de polychoron ha sido divulgado por Norman Johnson y George Olshevsky.

## Características
Un polícoro tiene vértices, aristas, caras y celdas. Un vértice es el encuentro de dos o más aristas. Una arista es el encuentro de dos o más caras, y una cara es el encuentro de dos o más celdas. Una celda es el análogo tridimensional de una cara, y por lo tanto es un poliedro.
Un polícoro es una figura tetradimensional cerrada delimitada por celdas que cumple las siguientes condiciones:
1. Cada cara debe unir exactamente dos celdas.
2. Las celdas adyacentes no se encuentran en el mismo espacio tridimensional.
3. La figura no es un compuesto de otras figuras que cumplen dichas condiciones.